# Regis (Ortsname)
Regis [ˈriːdʒɪs] (deutsch „des Königs“ als Genitiv Singular von lateinisch Rex „König“) ist ein traditionell in England, aber auch in einigen anderen Ländern wie Brasilien, üblicher Namenszusatz beziehungsweise Ortsnamensbestandteil. Historisch wurde hiermit oft der königliche Besitz einer Ortschaft oder von Ländereien betont.

## Beispiele
Viele englische Gemeinden wie beispielsweise Beeston Regis, Bognor Regis und Lyme Regis tragen es im Namen. Beeston Regis hieß früher Beeston-next-the-Sea. Nachdem im Jahr 1399 Henry Bolingbroke, 2. Duke of Lancaster, zum englischen König Heinrich IV. gekrönt worden war, wurde es in Beeston Regis umbenannt.
Gelegentlich wird Regis synonym zu „King’s“ (deutsch „des Königs“) benutzt. Ein Beispiel ist die englische Stadt King’s Lynn, die ursprünglich Len Episcopi (lt. für „bischöfliches Len“) hieß, unter König Heinrich VIII. der Krone zufiel und daraufhin den Namen Lenne Regis oder King’s Lynn erhielt.
Statt eines Besitzanspruchs kann durch den Zusatz Regis auch eine besondere Verbindung zum Königshaus ausgedrückt werden. So heißt das südenglische Seebad Bognor seit 1929 Bognor Regis. König Georg V. zeichnete den Kurort damit aus, nachdem er dort eine schwere Krankheit auskuriert hatte.
Die deutsche Kleinstadt Regis-Breitingen liegt im Landkreis Leipzig in Sachsen.